# Scott La Rock
Scott Sterling (2 de marzo de 1962 – 27 de agosto de 1987), más conocido por su nombre artístico, Scott La Rock, fue el dj original del grupo de rap Boogie Down Productions.

## Inicios, Boogie Down Productions
Sterling, un trabajador social, conoció al rapero KRS-One en 1986 en la casa de acogida Covenant House, en el Bronx (New York), donde KRS vivía por entonces. Los dos, junto al rapero D-Nice, formaron Boogie Down Productions (BDP). Su álbum de debut Criminal Minded (Con mente de criminal), de 1987, fue un éxito instantáneo y desde entonces ha aparecido en numerosas listas de “los mejores álbumes”.

## Muerte
Sterling tuvo una violenta y prematura muerte en 1987. Su amigo y compañero en BDP Derek “D-Nice” Jones había sido asaltado varias veces por algunos pandilleros locales y le pidió a Sterling que intentara calmar un poco la situación. Al día siguiente, Sterling y un grupo de amigos conducían un Jeep Cherokee rojo con capota de fibra de vidrio cuando llegaron a la cuesta en la que vivían los pandilleros, en la Avenida Morris de South Bronx. 
La intención de Sterling y sus amigos era la de intentar calmar la situación con los pandilleros, pero uno de éstos sacó una pistola y empezó a disparar aleatoriamente. 
Las balas atravesaron los laterales y la capota del Jeep, y Sterling fue alcanzado en el cuello. 
Herido de gravedad, fue llevado en el mismo Jeep rápidamente al Lincoln Hospital, que estaba a menos de una milla. Estaba consciente y habló con los doctores mientras era llevado por la sala de emergencias. Sus amigos le decían al personal del hospital: “¿No sabéis quien es? ¡Es Scott La Rock, tiene un gran disco en la calle! Mientras tanto, Sterling le dijo al doctor que le atendía que tenía frío y se sentía cansado.
Al principio se pensaba que sus heridas no pondrían en riesgo su vida, y sus amigos, viendo que era trasladado al servicio de urgencias, decidieron ir a cenar al Grand Concourse mientras esperaban para poder verle.
Sterling murió en la mesa de operaciones menos de una hora después de recibir el disparo, dejando atrás un hijo, Scott Sterling Jr.
El hombre que le disparó fue finalmente arrestado unos años después y llevado a juicio ante el Juzgado Superior del Condado del Bronx.

## Legado
Aunque la muerte de Scott La Rock fue un duro golpe, KRS-One decidió continuar con Boogie Down Productions, apareciendo en los créditos de los subsiguientes lanzamientos la leyenda “Supervisado por Scott La Rock”.
El movimiento Stop the Violence ("Detener la violencia”) nació en gran parte como resultado de este asesinato.